# 心包絡
心包絡，又稱心包，亦稱「膻中」，是包在「心」外面的膜，有保護心的作用。心包絡既是心的外圍，所以邪氣犯心，通常先會侵犯心包絡。
心包在中醫臟腑學說與三焦互為臟腑。

## 另見
- 手厥陰心包經
- 心包（解剖學）